# إيبز دبليو. سارجنت
إيبز دبليو. سارجنت (بالإنجليزية: Epes W. Sargent)‏ هو ناقد موسيقي وصحفي أمريكي، ولد في 1872، وتوفي في 1938.